# Santa Ampolla

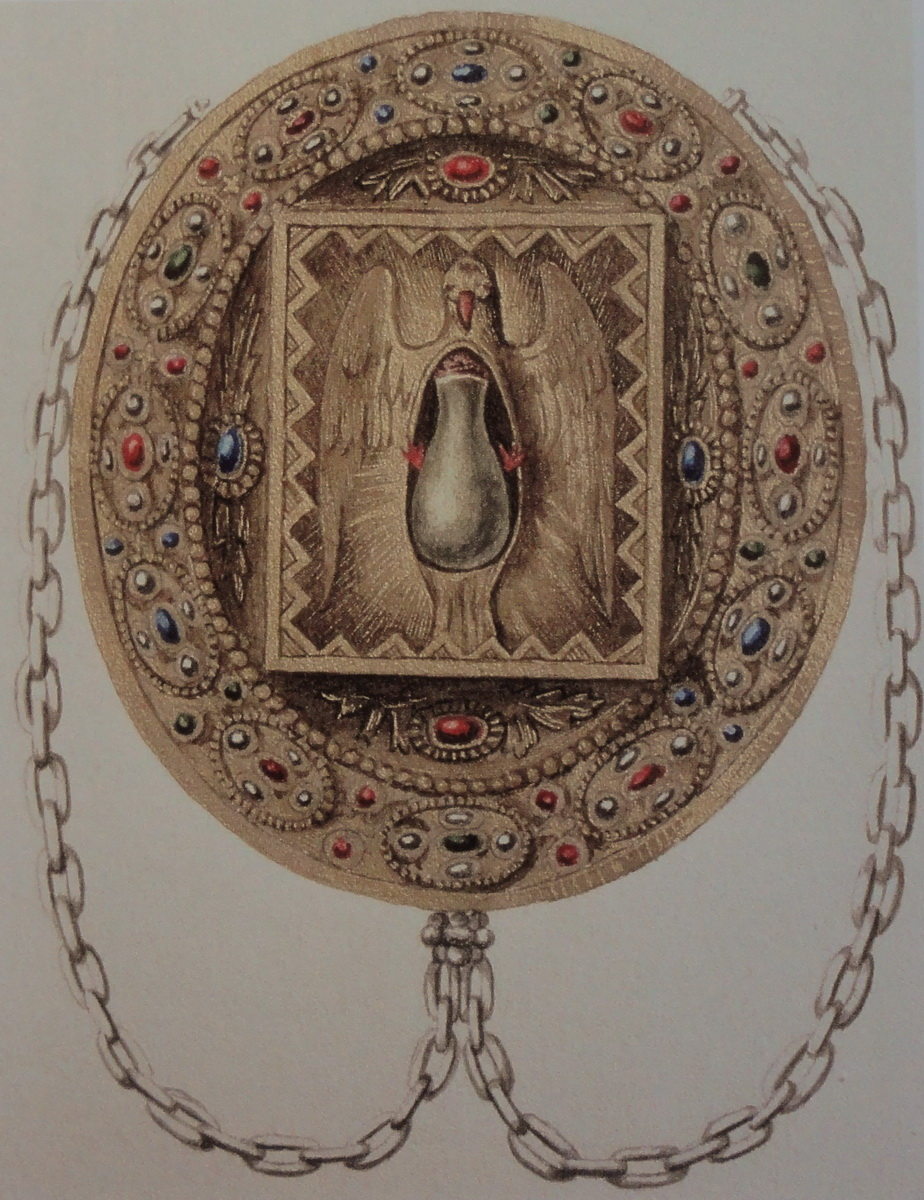
La Santa Ampolla al seu relicari original.

La Santa Ampolla era un vial que contenia un oli sagrat que, segons la llegenda, es va utilitzar en el baptisme de Clovis I.
Una part d'aquest bàlsam es va barrejar amb el sant crisma per servir a la unció dels reis de França durant la cerimònia de coronació. Es conservava a l'abadia de Saint Remi, a Reims.
Tot i que la Santa Ampolla i gran part del seu contingut van ser destruït durant la Revolució francesa, l'arquebisbe de Reims conserva actualment una petita resta d'aquesta relíquia que s'hauria salvat dels revolucionaris i es conserva dins d'una ampolla de substitució, que fou utilitzada especialment per a la coronació de Carles X el 1825 i conservada fins avui per la ciutat de Reims.

## La llegenda de la Santa Ampolla

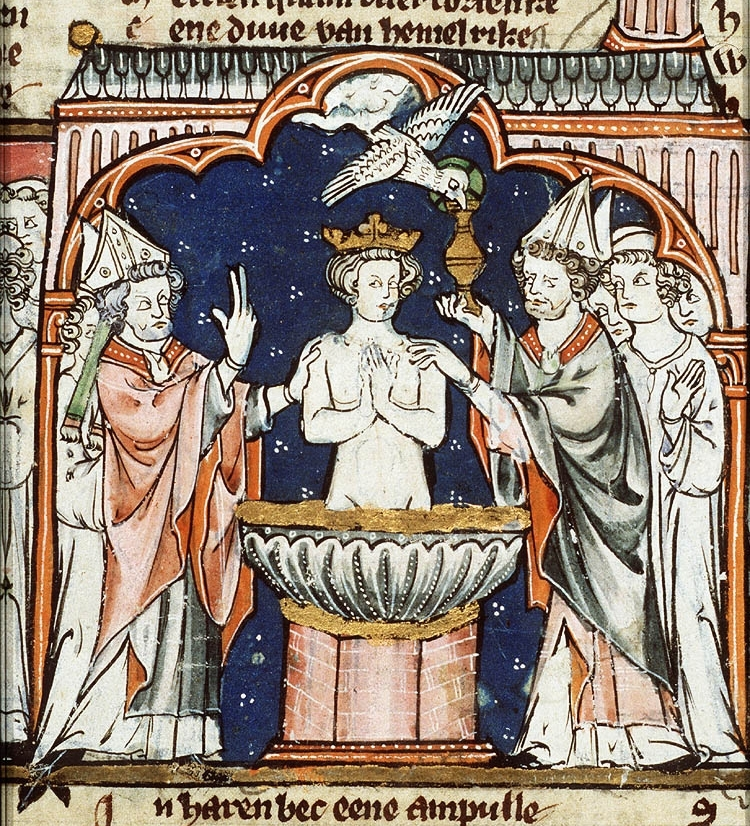
El Baptisme de Clovis.

### Aparició de la llegenda
Les fonts més antigues del baptisme de Clovis no al·ludeixen a un miracle. D'acord amb un episodi de la mitologia cristiana reportat per Hincmar, arquebisbe de Reims (vers 802-882), un colom hauria portat aquest vial a Remi per ungir el front de Clovis en el seu baptisme. Es menciona el "sant crisma enviat del Cel" a la litúrgia de Reims que data del segle viii, igual que en les obres de Godescal d'Orbais. Per tant, es pot suposar que Hincmar recuperés una llegenda que podria haver pertangut a la tradició oral de l'Església de Reims. Es pot afegir que de les 4.000 citacions verificades per Devisse, Hincmar no ha estat mai infidel al text original, cosa que no fa pensar en una invenció voluntària: «Podem dir, avui, que mai no hem trobat falsificació deliberada del text, per modificació, alteració o captura del significat».
La primera menció d'un crisma miraculós per Hincmar és abans del 860 en una ofici compost per Hincmar en honor de sant Remi; que evocà el tema en un discurs a la coronació de Carles el Calb el 869 a Metz com a rei de Lotaríngia, però no diu si va usar el crisma per a la coronació; la integra en una "Vida de Sant Rémi". Per tant, Hincmar dona credibilitat a la idea que «Déu, llavors, i només Déu fa el rei, amb l'ajuda del ministeri sacerdotal».
Cap font esmenta aquest crisma per a coronacions dels segles X i xi. Però la història de la contribució del crisma baptismal de Remi per un colom materialitzant l'Esperit Sant va ser citada pel canonge Flodoard a mitjans del segle X en la seva "Història de l'Església de Reims" i, posteriorment, per Aimoin de Fleury, l'abadia on es va escriure la història de França sota Hug Capet.

### Origen de la llegenda

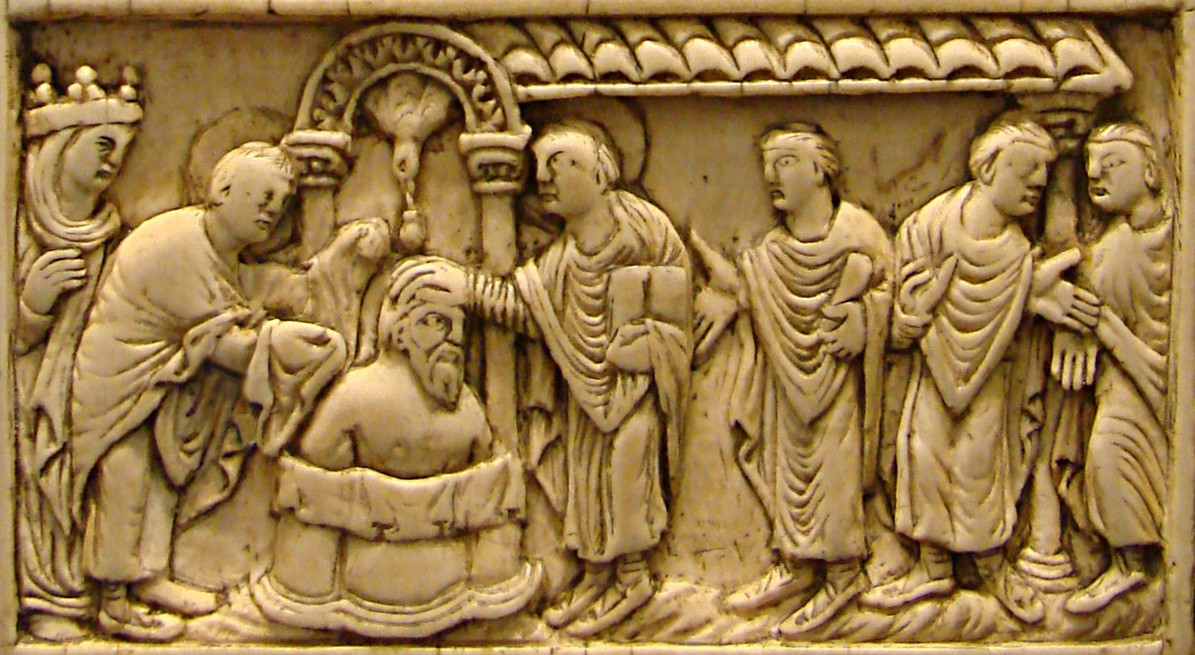
Baptisme de Clovis.

El 1651 l'erudit franciscà Jean-Jacques Chifflet dedicà al Rei d'Espanya un llibre en el qual comparava la llegenda de les imatges més antigues del bateig de Clovis amb el de Crist; els evangelis sinòptics esmenten que l'Esperit de Déu baixà com un colom sobre Jesús. El model va ser utilitzat per a Clovis com s'evidencia per una placa d'ivori del segle IX procedent de l'enquadernació d'una vida de Sant Remi per Hincmar conservada al museu de Picardia; un clergue podria llavors haver interpretat una representació simbòlica com una descripció realista, creant així la llegenda. Marc Bloch suggereix un altre origen possible: els olis sagrats es conserven tradicionalment al baptisteri, en recipients que simulen un colom en suspensió; el gest del bisbe aixecant la mà per agafar el crisma podria haver inspirat els artistes i, per tant, la llegenda

## La Santa Ampolla i la coronació

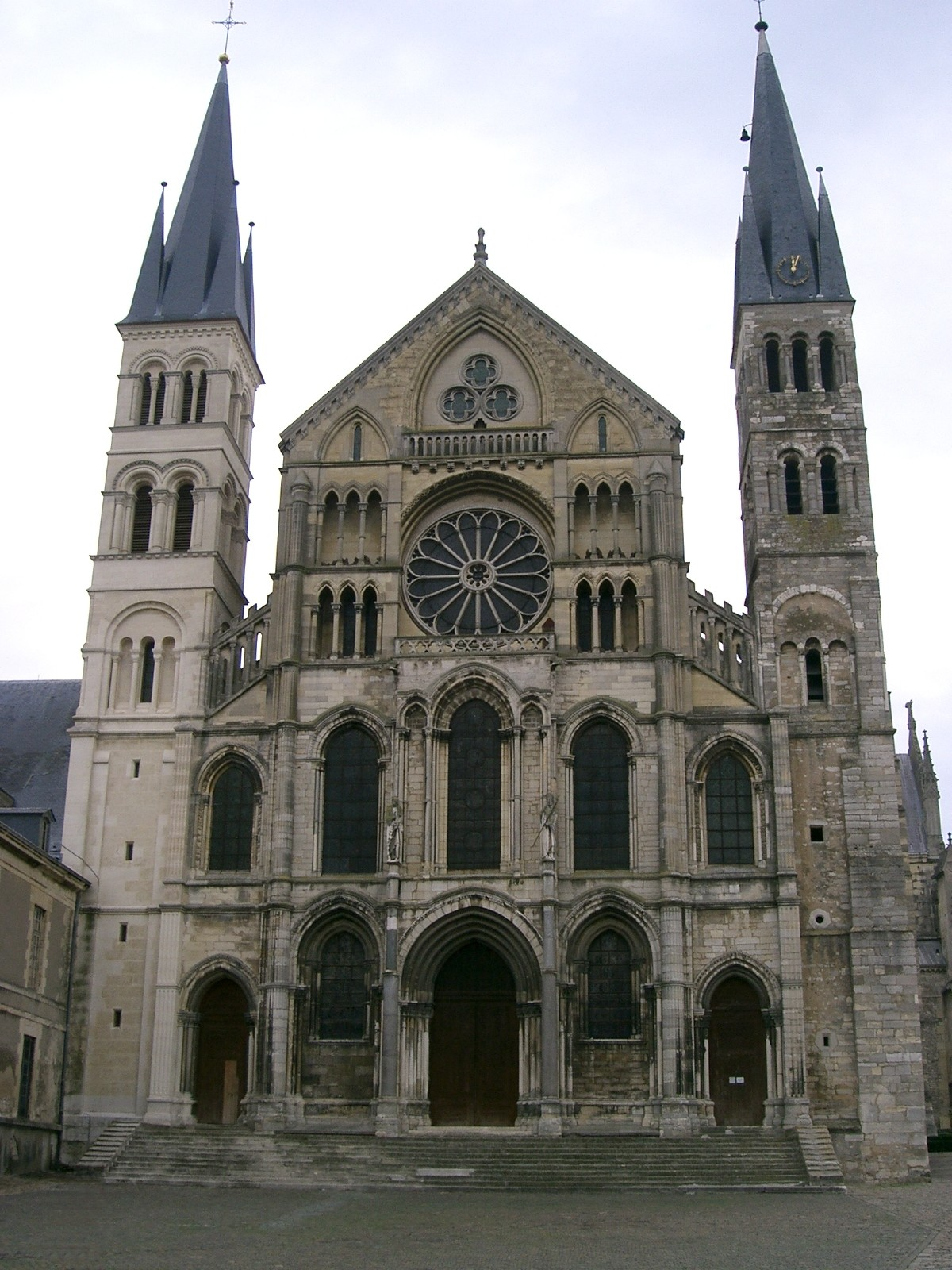
La basílica de Sant Remi, el punt de partida de la Santa Ampolla.

### Ús
És possible que l'ampolla de vidre plena de bàlsam pogués ser utilitzada per a les coronacions realitzades a l'església de Sant-Remi de Reims, d'ençà de Carles el Simple el 893, però no va ser fins a la coronació del piadós rei Lluís VII en 1131 que es té la certesa del seu ús. L'ampolla no s'esmenta, però el bàlsam que conté sí; es troba al ritual de coronació compost l'any 1230 sota Sant Lluís, que es menciona la sacro-santa ampolla, portada com a relíquia per l'abat de Sant-Rémi. Lluís VII, que havia contribuït a l'enriquiment del simbolisme real, amb la flor de lis amb una alta connotació mística i l'enriquiment de la coronació (amb ritus cavallerescos i la intervenció de pars), va ser capaç de donar el seu lloc al crisma del bateig de Clovis i la Santa Ampolla.
L'abat de Sant-Remi, i posteriorment el Gran Prior quan el monestir va quedar sota el règim de comenda, portava solemnement la Santa Ampolla a la catedral, caminant en primer lloc, a continuació, en un cotxe de punt blanc, sota un dosser transportat per quatre monjos. A les quatre cantonades hi havia quatre nobles enviats pel rei, anomenats els ostatgesm és a dir, els garants perquè havien jurat protegir el santuari amb perill de les seves vides. Eren precedits per la comunitat monàstica, envoltada de vassalls de l'abadia, anomenats els Cavallers de la Santa Ampolla.
El bisbe de Laon, duc i par del regne, qui tenia el privilegi de portar l'ampolla santa durant la cerimònia. El rei només es beneficiava del bàlsam pres per prelat consagrador amb una agulla d'or: aquest fragment de la mida d'un gra de blat es barrejava a continuació amb el crisma en una patena i li va donava un color vermellós. Amb el polze, el prelat aplicava la barreja i feia nou uncions en forma de creu sobre el sobirà, mentre que pronunciava les paraules rituals: a la part superior del cap, el pit, entre les espatlles, l'espatlla dreta, la espatlla esquerra, l'articulació del braç dret i del braç esquerre; després d'haver estat revestit, a les palmes de les mans. Després de la unció, es raspava la patena i les restes de la barreja a l'ampolla, creant-se la creença popular que era en un bàlsam inesgotable. La reina era consagrada només amb el sant crisma.
L'antic relicari, que contenia la Santa Ampolla, no va abandonar l'abadia de Saint-Rémi de Reims llevat dels dies de la coronació. Lluís XI volia tenir-lo a prop del seu llit de mort i va ser obeït. És l'única vegada que l'Ampolla va deixar l'abadia per un propòsit diferent al que li va donar l'ús.
El primer rei que va ser coronat a Reims va ser Lluís el Piadós el 816, i l'últim va ser Carles X. Des de la coronació d'Enric I el 1027 i fins a la coronació de Carles X el 1825, hi ha trenta reis de França que van rebre la santa unció a Reims amb tres excepcions notables: Lluís VI a Orleans, Enric IV a Chartres i Lúís XVIII, que no va ser consagrat.

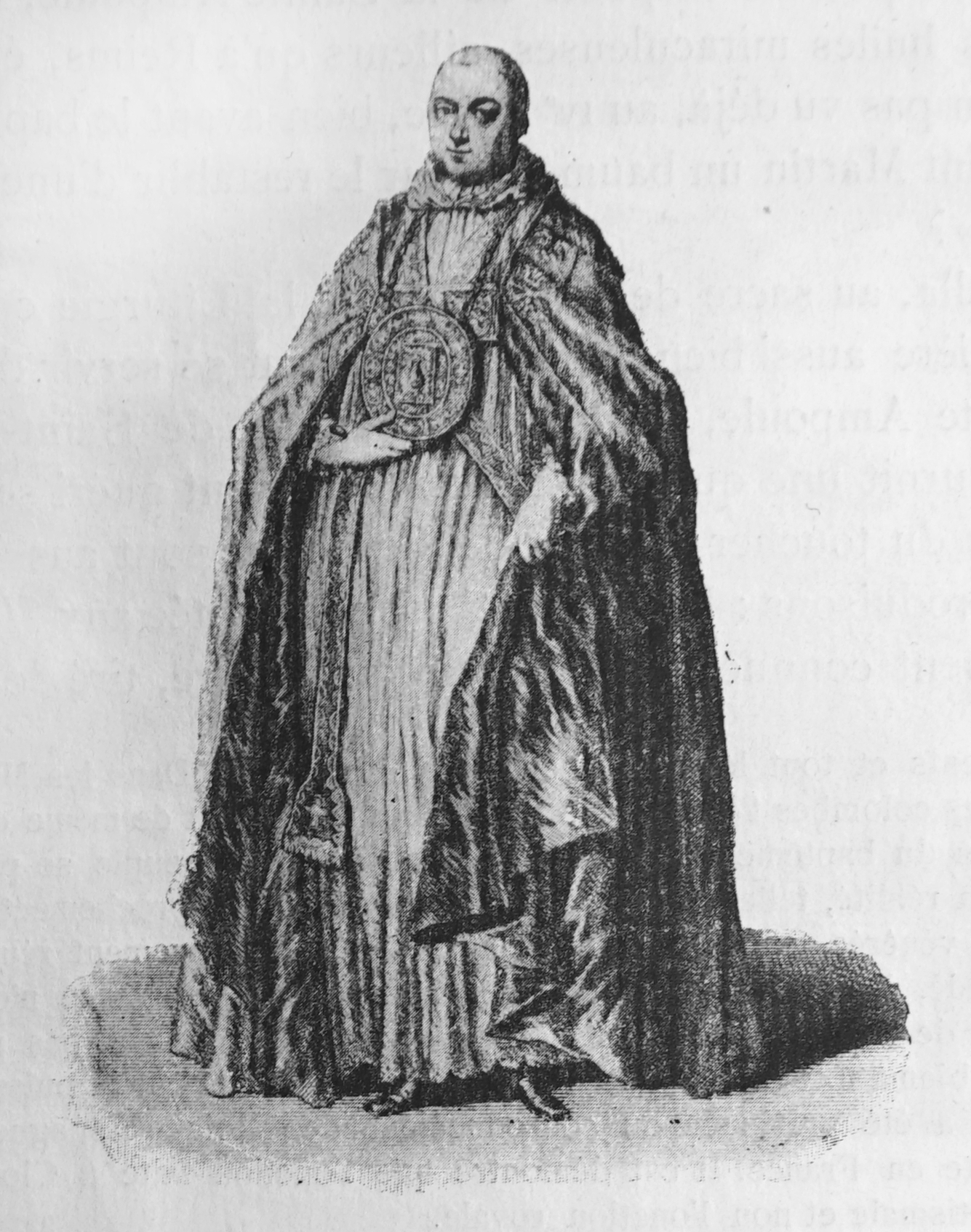
Prior de st-Remi,
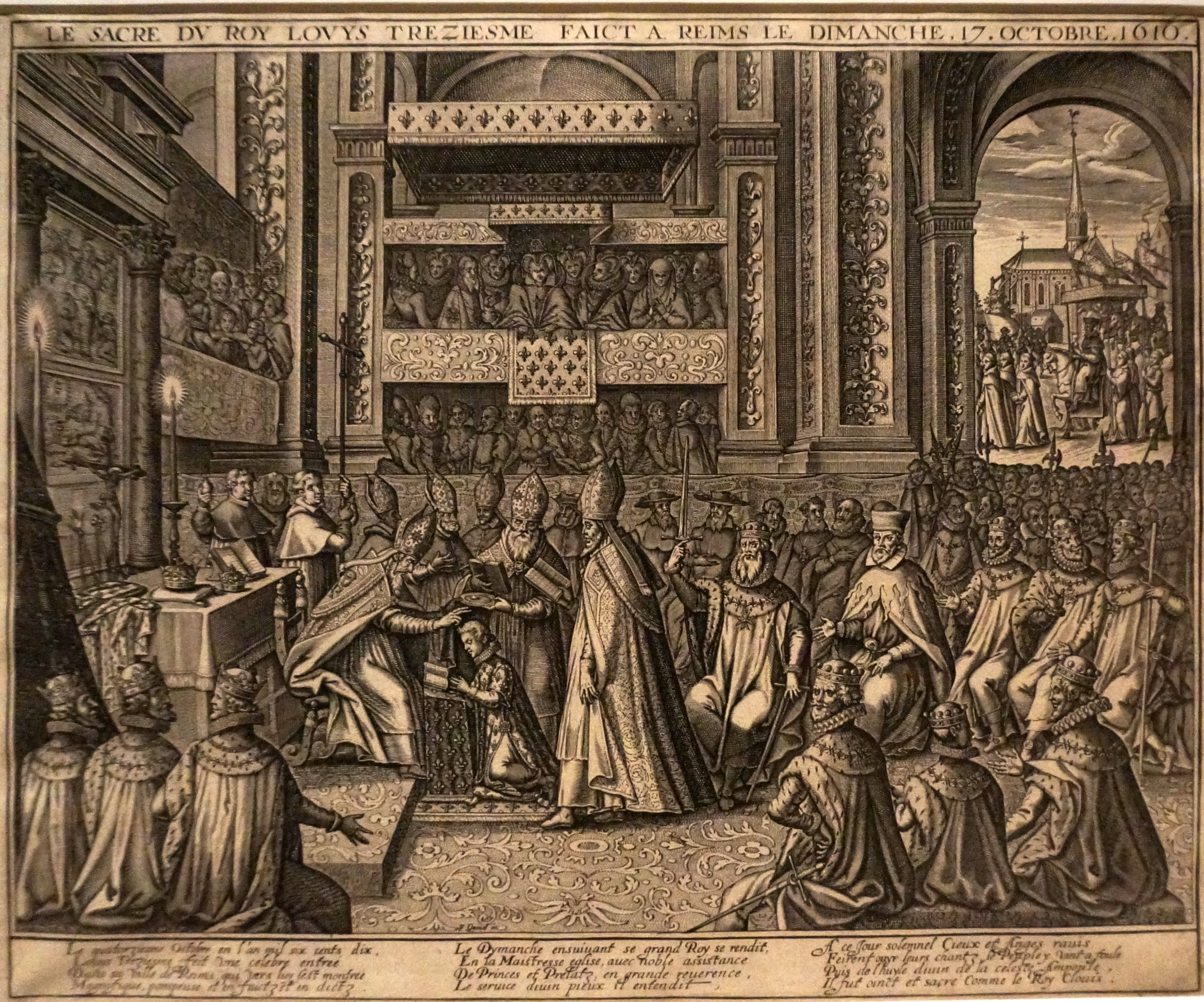
Les uncions, consagració de Lluís XIII,
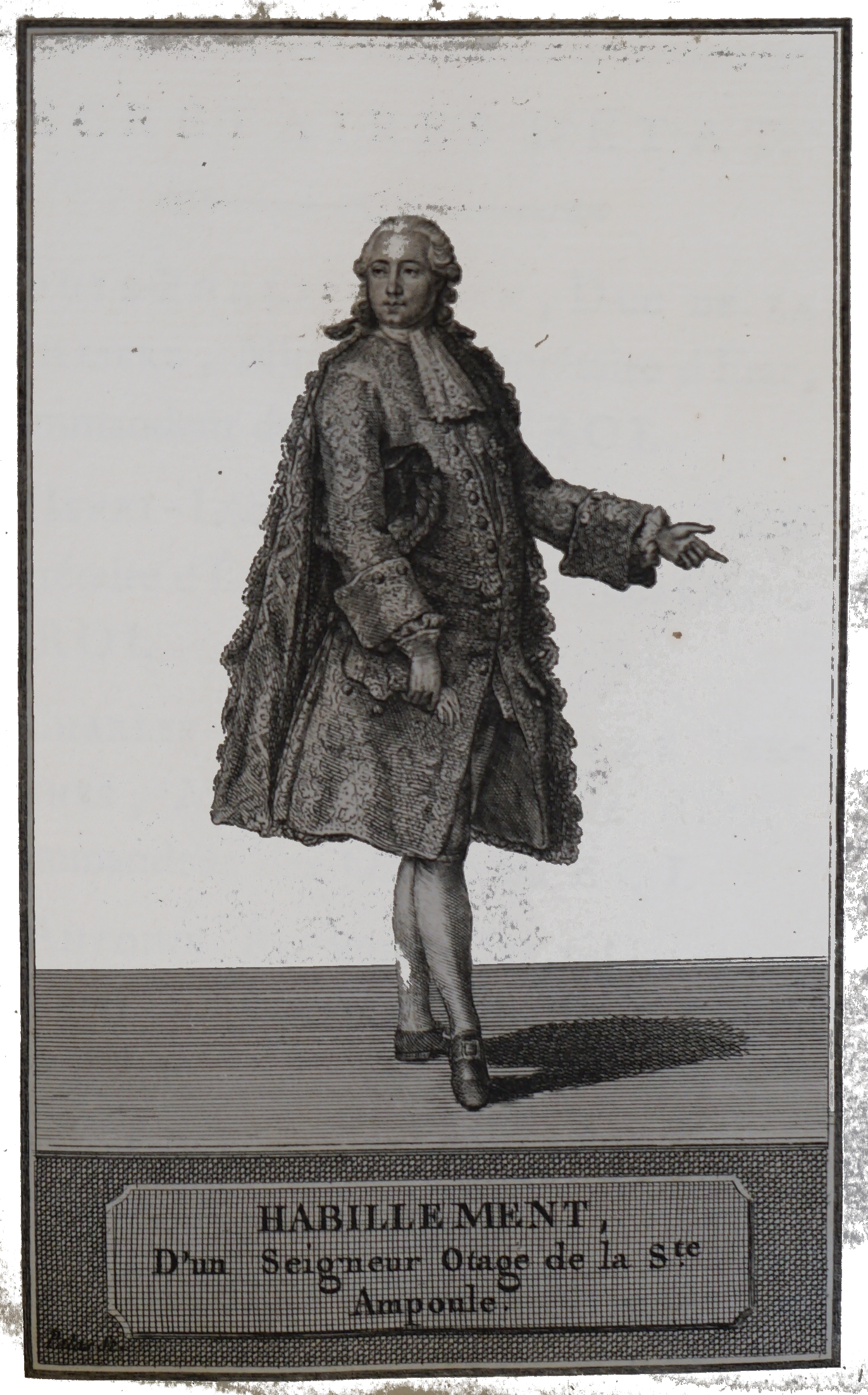
Hoste, el 1775.

### Els Hostes de la Santa Ampolla
S'anomenaven «Hostes es de la Santa Ampolla» els quatre cavallers que acompanyaven l'Ampolla des de la basílica de Sant Remi fins a la catedral de Reims. Aquests "hostes" (del francès antic hostage,, "habitatge", i també deriva del llatí Hospes, l'amfitrió) es quedaven amb la Santa Ampolla que van acompanyar, i tenien la missió de defensar-la fins a la mort.
El ritual incloïa els quatre "hostes", cadascun precedit pel seu escuder, entraven a cavall a la catedral, i cavalcaven les quatre cantonades del dosser de plata portat per sobre de l'abat de la basílica Sant-Rémi pels cavallers de la Santa Ampolla. Tot anà llavors, amb tota la majestat necessària, des del gran portal fins a l'altar; allà, l'abat lliurava la Santa Ampolla a l'arquebisbe. Els hosges de l'Ampolla se situaven en els quatre primers llocs al costat de l'Evangeli, per assistir a la coronació.
Charles Daniel de Talleyrand-Périgord va ser hoste de la Santa Ampolla l'11 de juny de 1775, a la coronació de Lluís XVI, al mateix temps que Jean-Louis-Roger de Rochechouart.

### Els Cavallers de la Santa Ampolla

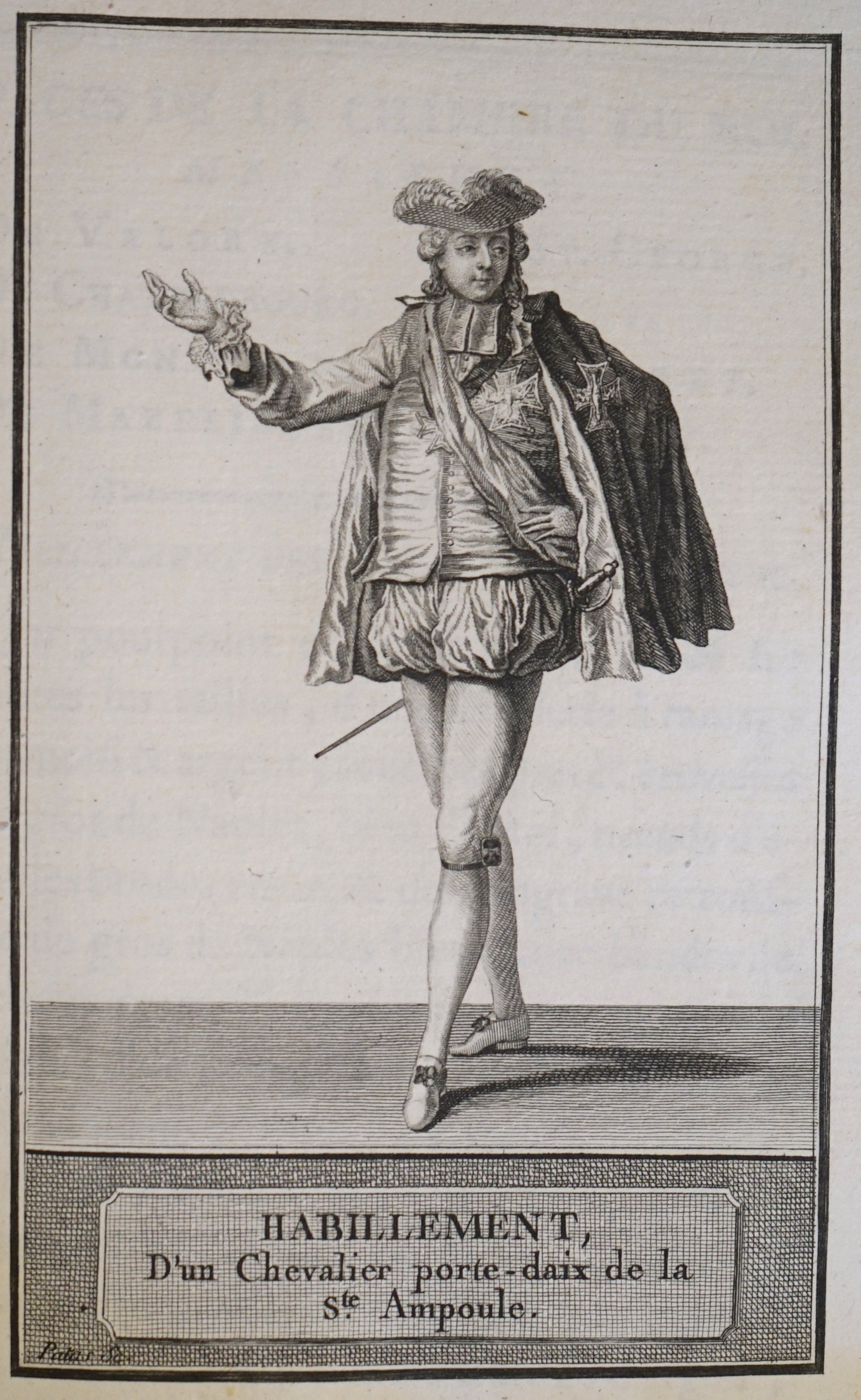
Cavaller porta-dosser, en 1775 per Patas.

Es formà un orde de cavallers i, més tard, de "barons de la Santa Ampolla". A la coronació de Lluís XIII, els barons portaven el dosser que protegia el prior de l'abadia de Saint Remi, que portava l'Ampolla. Segons Favin, aquests cavallers eren només quatre, i havien, per tal de ser rebuts, de posseir les abadies de Terrier, de Belestre, de Sonastre i de Louverey, que depenien de l'Abadia de Reims. A la coronació d'un rei de França, el paper dels cavallers o barons de l'Ampolla Sagrada era portar a la catedral el dosser de plata per sobre del prior de l'abadia de Reims, portador de la Santa Ampolla. Els habitants de Chêne-Populeux (avui Le Chesne) tenien el privilegi d'acompanyar la Santa Ampolla a les cerimònies de la coronació perquè havien defensat el vial contra els anglesos.

## Descripció de la Santa Ampolla

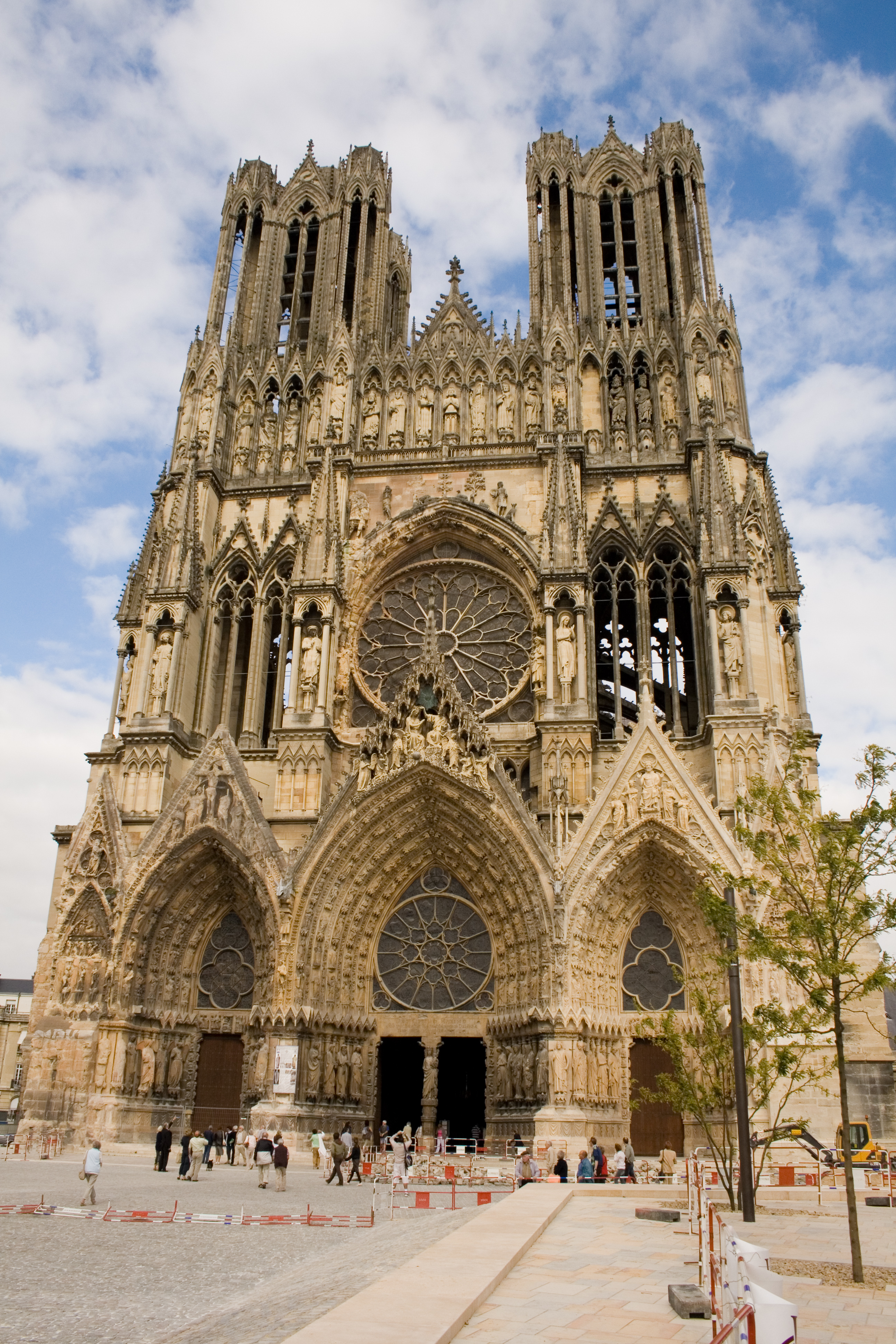
La catedral de la Mare de Déu de Reims, seu de la coronació

.

### El vial
Segons Patrick Demouy, no va ser Lluís VII qui hauria fabricat la Santa Ampolla, car la descripció feta per Dom Guillaume Marlot en 1643 és el de l'ampolla bastant normal, sense adorns, que no correspon als hàbits del segle xii. Francis Oppenheimer va fer l'aproximació amb vials de perfum de vidre opac trobats a les tombes gal·loromanes; era comú des de l'antiguitat col·locar vials de vidre d'aquest tipus, anomenats balsamaris, a les tombes i va trobar a altres al Museu Arqueològic de Reims; va ser durant la segona dels cinc trasllats de les restes del sant, feta per Hincmar el 852, que s'haurien trobat aquesta o aquestes ampolles, que es van presentar amb altres relíquies al reliquiari de plata preparat per veure les restes. Va ser en el mausoleu del bisbe que els monjos van mantenir l'ampolla. Les claus de la tomba de sant Remi, que la contenien, es van col·locar a la cambra de l'abat: era ell qui obria i tancava la porta. Els bisbes de Laon, ducs i pars del regne, tenien el privilegi de portar l'ampolla santa durant la cerimònia de la coronació dels reis de França.

### El reliquiari
L'ampolla va encastada en un reliquiari, potser fet cap a finals del segle XII: «L'ajust es troba sobre una placa d'argent daurat, sembrada de pedres, amb la bordura d'or, que s'uneix una cadena de plata, que l'abat li posa al coll quan es fa servir a la gran església per a la coronació» Jean-François Lacatte-Joltrois afirma que: «Es diu la Santa Ampolla era un petit vial de vidre o cristall, d'una polzada i mitja d'alt, dos terços ple d'un bàlsam de color marró fosc, congelats a les seves parets; el seu coll obstruït amb tafetà vermell, havien set línies de circumferència, i la part inferior en tenia tretze: s'incrusta en una mena de rosa color de rosa, com una placa ordinària, de 3 polzades de llarg amb nou línies, i decorat amb pedres precioses. Aquest reliquiari, artísticament treballat, s'obria en dues parts; la part superior estava coberta amb un cristall pel qual es veia el vial situat a la part posterior d'una coloma daurada; aquesta coloma tenia tres centímetres de longitud. Al costat d'ell hi havia una agulla d'or, de trenta-set línies de longitud, que s'utilitzava per separar de l'ampolla el bàlsam que es barrejava amb el sant crisma. Aquesta barreja es feia sobre una patena de plata, aplicada a la part posterior del reliquiari. Aquesta patena reblat per totes bandes amb claus de plata, era separava en el moment de la consagració, per l'abat de Sant-Remi i el prior de l'abadia. Només tenien el dret de portar-la en aquesta gran cerimònia, i la dipositaven sobre l'altar de la catedral».

## Destrucció i recreació d'una nova Santa Ampolla

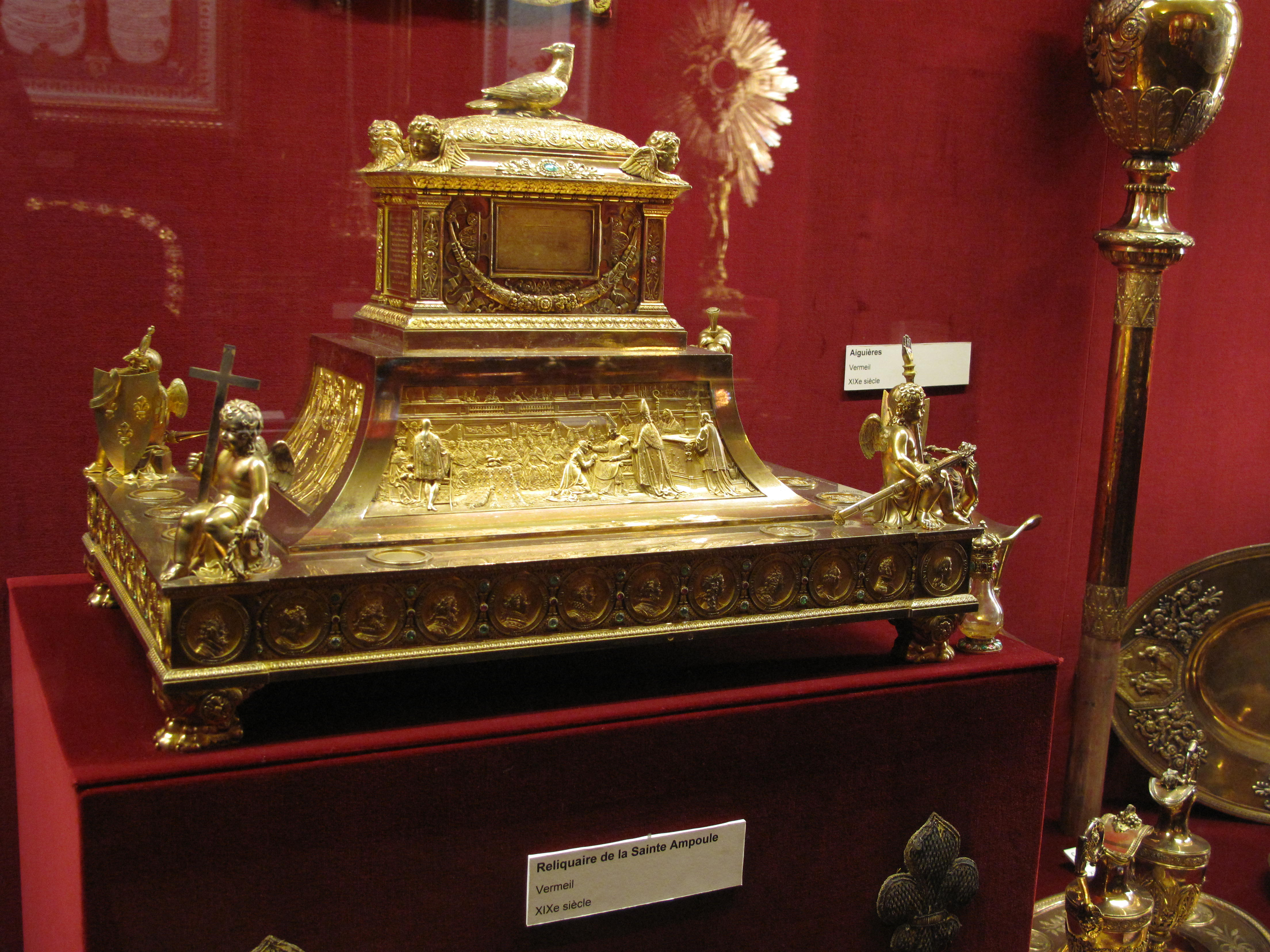
Relicari de la Santa Ampolla, conservat en el tresor del Palau Tau de Reims (Marne).

El relicari es va trencar oficialment durant la Revolució Francesa el 7 d' octubre de 1793 (16 vendimiairi de l'any II) a Reims (a l'actual Plaça Reial), pel convencional Philippe Rühl al pedestal de l'estàtua de Lluís XV prèviament enderrocada, trencada i lliurada a una foneria de canons.
Segons Achille Jubinal, és cert, però, que els fragments de l'Ampolla van ser conservats per les persones que van assistir a l'acte de Ruhl, fragments que serien conservats a la catedral de Reims poc després. Segons fonts més propenses a debat el dia anterior el capellà constitucional Jules-Armand Seraine i un funcionari municipal, Philip Hourelle hauria eliminat el que van poder dels continguts de la Santa Ampolla i es van amagar, llavors hauria donat als senyors Bouré, rector de Berry-au-Bac i Lecomte, jutge de la cort de Reims. A més, durant la destrucció del reliquiari, un home anomenat Louis Champagne Prévoteau recollí dos fragments de vidre de l'ampolla sobre els quals quedaven les restes del bàlsam · . El 22 de maig de 1825 l'arquebisbe de Reims va procedir a traslladar tots aquests fragments, amb l'excepció dels de Philippe Hourelle, perduts pels seus hereus, al Sant crisma. Aquests fets, però, segueixen sense definir-se per molts historiadors · . Un nou relicari va ser encarregat per Lluís XVIII a Jean-Charles Cahier per albergar en una nova ampolla els fragments de bàlsam escapats pel vandalisme revolucionari. Va ser acabat el 1823 i s'utilitzà per a la coronació de Carles X el 1825; la nova ampolla, de cristall de roca, està tancada per una corona reial, embellida amb pedres precioses de cabochon. El reliquiari es conserva al Palais du Tau. A la base estan representats els reis de França dos baixos relleus representen el baptisme de Clovis i la coronació de Lluís XV. Als costats, Joan d'Arc presenta l'escut de França, amb Dunois el seu company d'armes. A les cantonades, els querubins porten les insígnies reals i els instruments de la Passió.
El 1906, durant la seva expulsió de l'arxidiòcesi després de la llei de separació d'Església i Estat, Monsenyor Louis-Joseph Luçon, arquebisbe de Reims, per temor a una nova profanació, transferí el crisma en una ampolla que portava amb ell. El controvertit bàlsam sagrat es manté sempre al palau de Reims.
El bàlsam de l'ampolla Sant s'ha utilitzat dues vegades des de llavors: quan la catedral va ser restaurada després de la destrucció de la Gran Guerra, va gaudir d'una nova dedicació el 1937 es va prendre l'ampolla, els segells del cardenal Luçon estaven trencats i gairebé no n'hi havia per barrejar amb el sant crisma per a la consagració de l'altar major